# The Cookie Crew
The Cookie Crew was een in 1983 opgericht Brits rapduo uit Clapham, bestaande uit MC Remedee (geboren als Debbie Pryce, 4 december 1966) en Susie Q (geboren als Susan Banfield, 10 maart 1967).

## Geschiedenis
Hun carrière begon na het winnen van een nationaal rap-kampioenschap en ze namen twee sessies op voor de show van John Peel voor BBC Radio 1. Ze kregen een platencontract van het Britse dancelabel Rhythm King Records en werden in de studio gekoppeld aan het productietrio The Beatmasters, die hen aanstuurde richting housemuziek.
In juli 1987 was de daaruit resulterende single Rok da House populair in de nachtclubs. Hun opvolgende single Females werd ook een bescheiden hit in oktober 1987. De aanhoudende populariteit van Rok da House in nachtclubs hernieuwde uiteindelijk de belangstelling in het nummer en vergaarde tv-optredens in het programma No Limits. De plaat kreeg een remix eind december 1987 en ging over naar de mainstream. De song werd begin februari 1988 een top 5-hit in het Verenigd Koninkrijk en werd gebruikt voor een reclamecampagne. De 'embryonichip-house track' was een van de eerste voorbeelden van hiphouse.
Het duo wisselde naar FFRR Records en andere producenten, hetgeen resulteerde in een reeks hitsingles in 1989 met Born This Way (Let's Dance), Got to Keep On met Edwin Starr en Come and Get Some plus het album Born This Way!, dat de Britse albumhitlijst haalde (#24). Got to Keep On haalde ook de Amerikaanse dancehitlijst (#33).
In 1992 kwamen er meningsverschillen tussen het duo, dat meer wilde nastreven dan een orthodoxe hiphop/rapstijl. London Records wilde het duo naar een meer pop-georiënteerde rapstijl leiden. Dit resulteerde in een breuk met FFRR en terugtrekking uit het hiphop/rap-circuit. Desondanks bleven Pryce en Banfield betrokken bij andere projecten binnen de muziekbusiness.
Het duo ging verder met optreden en de wereld bereizen. Banfield is de zus van The Pasadenas-zanger Andrew Banfield en Pryce was eertijds kok voor het Ministerie van Defensie.

## Discografie

### Singles
- 1987:	Rok da House (as Beatmasters feat. The Cookie Crew)
- 1987: Females
- 1988:	Rok da House (as Beatmasters feat. The Cookie Crew)
- 1989: Born This Way (Let's Dance)
- 1989: Got to Keep On
- 1989: Come On and Get Some
- 1991:	Secrets (Of Success)
- 1991: Love Will Bring Us Back Together
- 1992:	Brother Like Sister

### Albums
- 1989: Born This Way
- 1991: Fade to Black